# Russellville, Arkansas
Russellville är en stad (city) i Pope County i delstaten Arkansas, USA. Russellville är administrativ huvudort (county seat) i Pope County. 